# Pieris floribunda
Espèce
Classification phylogénétique
Pieris floribunda est une espèce de plantes à fleurs de la famille des Ericaceae.